# جعدة بنت الأشعث
جعدة بنت الأشعث بن قيس بن معدي كرب هي زوجة الصحابي الحسن بن علي بن أبي طالب. هي أميرة كان أبوها أمير قبيلة كندة وفد على الرسول محمد في ثمانين راكب وأسلموا.

## حياتها
ولدت في اليمن لإحدى بيوت الرئاسة في كندة بني الحارث بن معاوية الأكرمين ابنة زعيمهم الأشعث بن قيس و لا توجد تفاصيل كثيرة عن نشأتها وقبل زواجها من الحسن بن علي .

## زواجها من الحسن
تزوجت جعدة وقيل جعيدة من الحسن ويتهمها الشيعة بأنها من سممته فيما ينكر بعض أهل السنة و الجماعة هذه التهمة وينفونها عنها.